# Megabyas flammulatus
Il pigliamosche averla africano (Megabyas flammulatus J.Verreaux & E.Verreaux, 1855) è un uccello passeriforme della famiglia dei Vangidi. È l'unica specie nota del genere Megabyas.

## Descrizione
È un passeriforme di piccola taglia, lungo 6 cm e con un peso di 22–34 g.

## Biologia
Si nutre in prevalenza di insetti (coleotteri, ortotteri e lepidotteri).

## Distribuzione e habitat
L'areale di questa specie si estende dall'Africa occidentale a parte dell'Africa centrale (Angola, Benin, Camerun, Repubblica Centrafricana, Repubblica del Congo, Repubblica Democratica del Congo, Costa d'Avorio, Guinea Equatoriale, Gabon, Gambia, Ghana, Guinea, Kenya, Liberia, Mali, Nigeria, Sierra Leone, Sudan del Sud, Sudan, Tanzania, Togo, Uganda, e Zambia).

## Tassonomia
In precedenza incluso nella famiglia Platysteiridae, questo uccello è stato riconosciuto, sulla base delle risultanze di studi di sequenziamento del DNA, come membro della famiglia Vangidae.